# Туряк (Велике Лаще)
Туряк (словен. Turjak) — поселення в общині Велике Лаще, Осреднєсловенський регіон, Словенія. 
Висота над рівнем моря: 519,5 м.